# El ministre de propaganda
El ministre de propaganda (títol original, Führer und Verführer; lit. ‘Líder i seductor’) és una pel·lícula germano-eslovaca de 2024 dirigida per Joachim Lang. És una barreja de documental i recreació històrica, amb nombroses seqüències de pel·lícules històriques, sobre la vida i trajectòria dels dirigents nazis Adolf Hitler (el Führer) i Joseph Goebbels (el Verführer). L'estrena va ser el 4 de juliol de 2024 al Festival de Cinema de Múnic, en cinemes comercials l'11 de juliol de 2024 i als Països Catalans el 29 de novembre de 2024. S'ha subtitulat al català.

## Argument
La trama reconstrueix els darrers set anys de l'Alemanya nazi des del 1938 fins al 1945. El focus de la trama és la relació del Führer, el canceller alemany Adolf Hitler, amb el Verführer, el seu Ministre de Propaganda del Reich, Joseph Goebbels. Durant anys va haver de difondre la mentida al públic alemany i a l'estranger que Alemanya volia viure en convivència pacífica amb els altres pobles d'Europa. Després de l'annexió d'Àustria i la destrucció de Txecoslovàquia, Goebbels va rebre la tasca de Hitler de preparar els alemanys per a la guerra imminent. Quan més tard va quedar clar que Alemanya perdria la guerra, va ser Goebbels qui va jurar al poble la «guerra total» en el seu discurs al Palau d'Esports de Berlín.
A més, Goebbels també perseguia el segon objectiu ideològic del règim nazi. Va ser responsable de la Nit dels vidres trencats i de l'agitació radical contra els conciutadans jueus. Entre altres coses, va encarregar al director Fritz Hippler la producció del pseudodocumental antisemita Der ewige Jude; un pas més cap a l'assassinat massiu de jueus a Europa. Encara que estava casat amb Magda Goebbels, va mantenir una relació amb l'actriu txeca Lída Baarová. Només per ordre de Hitler, Goebbels va acabar la relació el 1938.

## Repartiment
- Robert Stadlober com a Joseph Goebbels
- Fritz Karl com a Adolf Hitler
- Franziska Weisz com a Magda Goebbels
- Dominik Maringer com a Werner Naumann
- Moritz Führmann com a Karl Hanke
- Till Firit com a Wolf-Heinrich von Helldorff
- Christoph Franken com a Veit Harlan
- Michael Glantschnig com a Joachim Gottschalk
- Katia Fellin com a Lída Baarová
- Oliver Fleischer com a Hermann Göring
- Martin Bermoser com a Heinrich Himmler
- Wolfram Rupperti com a Alfred Rosenberg
- Emanuel Fellmer com a Joachim von Ribbentrop
- Johannes Rhomberg com a Otto Dietrich
- Peter Windhofer com a Albert Speer
- Sebastian Thiers com a Martin Bormann
- Sascha Göpel com a Fritz Hippler
- Helene Blechinger com a Leni Riefenstahl
- Raphaela Möst com a Eva Braun
- Franziska Lindenthaler com a Meta Gottschalk
- Robert Herrmanns com a Robert Wagner
- Sophie Rabmer com a Kristina Söderbaum
- Raphael Nicholas com a Heinz Rühmann
- Thomas Anton com a Karl Wilhelm Krause
- Alexander Diwiak com a soldat de les SS

## Producció
Diversos historiadors van aconsellar la producció cinematogràfica. Aquests van ser principalment els professors d'història i experts de Goebbels Peter Longerich i Thomas Weber. Els propis diaris de Goebbels, així com altres notes, com cartes i informes de testimonis contemporanis, van servir com a guió per a la pel·lícula. Supervivents de l'Holocaust, com Margot Friedländer, Elly Gotz, Ernst Grube, Charlotte Knobloch, Eva Szepesi, Eva Runde i Leon Weintraub, opinen a l'obra en breus entrevistes.
El rodatge va tenir lloc durant 24 dies a Eslovàquia.

## Premis i guardons
La classificació alemanya de cinema i mitjans de comunicació (FBW) va atorgar a la pel·lícula la qualificació de «particularment valuosa». El jurat la va considerar una pel·lícula que “ofereix informació intel·ligent i fonamentada per tal de trencar actituds o indiferències de protesta”.

## Crítica
Peter Gutting li va donar vuit punts de deu a film-rezensionen.de. La pel·lícula exposa els mecanismes pels quals Goebbels va persuadir la gent perquè recolzés la política de guerra i extermini de Hitler malgrat les reticències inicials. Der Standard va qualificar la pel·lícula de «pedagògicament feble i estranyament poc reflexiva».
Segons el periodista Jonas Breng i la historiadora Heike B. Görtemaker, la pel·lícula «va haver de prendre's moltes llibertats amb el diàleg» pel fet que Hitler i Goebbels van cremar la majoria dels seus documents privats abans del seu suïcidi. Tanmateix, hi ha enregistraments de tercers, com Gerhard Engel (ajudant de l'exèrcit de Hitler), de com parlava a taula el canceller. El nivell de detall amb què Hitler va parlar dels assassinats de les Schutzstaffel (SS) es presenta d'una manera històricament correcta. Lluny dels diàlegs, la pel·lícula no escatima en detalls, «que estan majoritàriament ben investigats». L'escena de la competició entre Joachim von Ribbentrop, Heinrich Himmler i Goebbels és «històricament qüestionable» ja que no hi va haver «reunions de lideratge amb baralles de pati d'escola».
La declaració que Hitler i Goebbels estaven sols esperant la trucada de Moscou confirmant el pacte Mólotov-Ribbentrop «tampoc no està documentada». De fet, Hitler «tenia tota la seva línia de comandament a Berghof». És fals dir que Goebbels, Hitler i el seu secretari Martin Bormann estaven al Cau del llop quan el Sisè Exèrcit Alemany va informar d'estar envoltat durant la batalla de Stalingrad, Hitler era a Berghof en aquell moment. El «paper central d'Albert Speer», que «es va convertir en un dels grans competidors de Joseph Goebbels», no està «ben tractat». Breng i Görtemaker consideren que «qualsevol que no sàpiga gaire sobre la dinàmica de poder i les relacions internes dins de l'elit del lideratge nazi s'ho passarà bé». No obstant això, «la pel·lícula fracassa en la seva promesa de trencar els estereotips de la propaganda nazi i de com Goebbels es va convertir en un fanàtic, quines eren exactament les seves conviccions ideològiques i per què la seva propaganda va tenir tant d'èxit a la societat alemanya».
Juan Ferrer, al diari Segre, defineix l'obra com a «un treball meticulós entorn de les debilitats d'un home que estimava les dones, però, sobretot, sobre aquesta perversa intel·ligència que va portar Alemanya cap a una guerra total que va costar 60 milions de vides». Carlos Boyero, al diari El País, considera que «aquesta pel·lícula no explica coses que ja no sapiguéssim, però manté l'interès; demostra que Goebbels va ser un mestre en el seu mesquí ofici».